# Temporada de tennis 2013
Selecció dels principals esdeveniments tennístics de l'any 2013 en categoria masculina, femenina i per equips.

## Federació Internacional de Tennis

### Grand Slams
Open d'Austràlia
| Categoria          | Campions                          | Finalistes                        | Resultat                 |
| ------------------ | --------------------------------- | --------------------------------- | ------------------------ |
| Individual masculí | Novak Đoković                     | Andy Murray                       | 6−7(2), 7−6(3), 6−3, 6−2 |
| Individual femení  | Viktória Azàrenka                 | Li Na                             | 4−6, 6−4, 6−3            |
| Dobles masculins   | Mike Bryan · Bob Bryan            | Robin Haase · Igor Sijsling       | 6−3, 6−4                 |
| Dobles femenins    | Sara Errani · Roberta Vinci       | Ashleigh Barty · Casey Dellacqua  | 6−2, 3−6, 6−2            |
| Dobles mixtos      | Jarmila Gajdosova · Matthew Ebden | Lucie Hradecka · Frantisek Cermak | 6−3, 7−5                 |

Roland Garros
| Categoria          | Campions                             | Finalistes                          | Resultat         |
| ------------------ | ------------------------------------ | ----------------------------------- | ---------------- |
| Individual masculí | Rafael Nadal                         | David Ferrer                        | 6−3, 6−2, 6−3    |
| Individual femení  | Serena Williams                      | Maria Xaràpova                      | 6−4, 6−4         |
| Dobles masculins   | Bob Bryan · Mike Bryan               | Michael Llodra · Nicolas Mahut      | 6−4, 4−6, 7−6(4) |
| Dobles femenins    | Iekaterina Makàrova · Ielena Vesninà | Sara Errani · Roberta Vinci         | 7−5, 6−2         |
| Dobles mixtos      | Lucie Hradecká · Frantisek Cermak    | Kristina Mladenovic · Daniel Nestor | 1−6, 6−4, [10−6] |

Wimbledon
| Categoria          | Campions                          | Finalistes                     | Resultat           |
| ------------------ | --------------------------------- | ------------------------------ | ------------------ |
| Individual masculí | Andy Murray                       | Novak Đoković                  | 6−4, 7−5, 6−4      |
| Individual femení  | Marion Bartoli                    | Sabine Lisicki                 | 6−1, 6−4           |
| Dobles masculins   | Bob Bryan Mike Bryan              | Ivan Dodig Marcelo Melo        | 3−6, 6−3, 6−4, 6−4 |
| Dobles femenins    | Hsieh Su-wei Peng Shuai           | Ashleigh Barty Casey Dellacqua | 7−6(1), 6−1        |
| Dobles mixtos      | Kristina Mladenovic Daniel Nestor | Lisa Raymond Bruno Soares      | 5−7, 6−2, 8−6      |

US Open
| Categoria          | Campions                         | Finalistes                       | Resultat           |
| ------------------ | -------------------------------- | -------------------------------- | ------------------ |
| Individual masculí | Rafael Nadal                     | Novak Đoković                    | 6−2, 3−6, 6−4, 6−1 |
| Individual femení  | Serena Williams                  | Viktória Azàrenka                | 7−5, 6−7(6), 6−1   |
| Dobles masculins   | Leander Paes Radek Štěpánek      | Alexander Peya Bruno Soares      | 6−1, 6−3           |
| Dobles femenins    | Andrea Hlavacková Lucie Hradecká | Ashleigh Barty Casey Dellacqua   | 6−7(4), 6−1, 6−4   |
| Dobles mixtos      | Andrea Hlavacková Maks Mirni     | Abigail Spears Santiago González | 7−6(5), 6−3        |

### Copa Davis

#### Quadre
|  | Primera ronda 1 - 3 de febrer              | Primera ronda 1 - 3 de febrer              | Primera ronda 1 - 3 de febrer |                                   |              | Quarts de final 5 - 7 d'abril | Quarts de final 5 - 7 d'abril           | Quarts de final 5 - 7 d'abril |   |   | Semifinals 13 - 15 de setembre | Semifinals 13 - 15 de setembre  | Semifinals 13 - 15 de setembre |  |   | Final 15 - 17 de novembre | Final 15 - 17 de novembre | Final 15 - 17 de novembre |
|  |                                            |                                            |                               |                                   |              |                               |                                         |                               |   |   |                                |                                 |                                |  |   |                           |                           |                           |
|  | Vancouver, Canadà (dura interior)          |                                            |                               |                                   |              |                               |                                         |                               |   |   |                                |                                 |                                |  |   |                           |                           |                           |
|  | 1                                          | Espanya                                    | 2                             |                                   |              |                               |                                         |                               |   |   |                                |                                 |                                |  |   |                           |                           |                           |
|  | 1                                          | Espanya                                    | 2                             | Vancouver, Canadà (dura interior) |              |                               |                                         |                               |   |   |                                |                                 |                                |  |   |                           |                           |                           |
|  |                                            | Canadà                                     | 3                             |                                   |              |                               |                                         |                               |   |   |                                |                                 |                                |  |   |                           |                           |                           |
|  |                                            | Canadà                                     | 3                             |                                   | Canadà       | 3                             |                                         |                               |   |   |                                |                                 |                                |  |   |                           |                           |                           |
|  | Torí, Itàlia (terra batuda interior)       |                                            |                               |                                   | Canadà       | 3                             |                                         |                               |   |   |                                |                                 |                                |  |   |                           |                           |                           |
|  |                                            |                                            | Itàlia                        | 1                                 |              |                               |                                         |                               |   |   |                                |                                 |                                |  |   |                           |                           |                           |
|  | 7                                          | Croàcia                                    | Itàlia                        | 1                                 | 2            |                               |                                         |                               |   |   |                                |                                 |                                |  |   |                           |                           |                           |
|  | 7                                          | Croàcia                                    |                               |                                   | 2            |                               | Belgrad, Sèrbia (terra batuda interior) |                               |   |   |                                |                                 |                                |  |   |                           |                           |                           |
|  |                                            | Itàlia                                     | 3                             |                                   |              |                               |                                         |                               |   |   |                                |                                 |                                |  |   |                           |                           |                           |
|  |                                            |                                            |                               |                                   |              |                               |                                         | Canadà                        | 2 |   |                                |                                 |                                |  |   |                           |                           |                           |
|  | Charleroi, Bèlgica (terra batuda interior) |                                            |                               |                                   |              |                               |                                         | Canadà                        | 2 |   |                                |                                 |                                |  |   |                           |                           |                           |
|  |                                            | 4                                          | Sèrbia                        | 3                                 |              |                               |                                         |                               |   |   |                                |                                 |                                |  |   |                           |                           |                           |
|  | 4                                          | 4                                          | Sèrbia                        | 3                                 | Sèrbia       | 3                             |                                         |                               |   |   |                                |                                 |                                |  |   |                           |                           |                           |
|  | 4                                          | Boise, Estats Units (dura interior)        |                               |                                   | Sèrbia       | 3                             |                                         |                               |   |   |                                |                                 |                                |  |   |                           |                           |                           |
|  |                                            | Bèlgica                                    | 2                             |                                   |              |                               |                                         |                               |   |   |                                |                                 |                                |  |   |                           |                           |                           |
|  |                                            | Bèlgica                                    | 2                             | 4                                 | Sèrbia       | 3                             |                                         |                               |   |   |                                |                                 |                                |  |   |                           |                           |                           |
|  | Jacksonville, Estats Units (dura interior) |                                            |                               | 4                                 | Sèrbia       | 3                             |                                         |                               |   |   |                                |                                 |                                |  |   |                           |                           |                           |
|  |                                            | 6                                          | Estats Units                  | 1                                 |              |                               |                                         |                               |   |   |                                |                                 |                                |  |   |                           |                           |                           |
|  | 6                                          | 6                                          | Estats Units                  | 1                                 | Estats Units | 3                             |                                         |                               |   |   |                                |                                 |                                |  |   |                           |                           |                           |
|  | 6                                          |                                            |                               |                                   | Estats Units | 3                             |                                         |                               |   |   |                                | Belgrad, Sèrbia (dura interior) |                                |  |   |                           |                           |                           |
|  |                                            | Brasil                                     | 2                             |                                   |              |                               |                                         |                               |   |   |                                |                                 |                                |  |   |                           |                           |                           |
|  |                                            |                                            |                               |                                   |              |                               |                                         |                               |   |   |                                |                                 |                                |  |   |                           |                           |                           |
|  |                                            |                                            |                               |                                   |              |                               |                                         |                               |   |   |                                |                                 |                                |  | 4 | Sèrbia                    | 2                         |                           |
|  | Rouen, França (dura interior)              |                                            |                               |                                   |              |                               |                                         |                               |   |   |                                |                                 |                                |  | 4 | Sèrbia                    | 2                         |                           |
|  |                                            | 2                                          | Txèquia                       | 3                                 |              |                               |                                         |                               |   |   |                                |                                 |                                |  |   |                           |                           |                           |
|  |                                            | 2                                          | Txèquia                       | 3                                 | Israel       | 0                             |                                         |                               |   |   |                                |                                 |                                |  |   |                           |                           |                           |
|  |                                            | Buenos Aires, Argentina (terra batuda)     |                               |                                   | Israel       | 0                             |                                         |                               |   |   |                                |                                 |                                |  |   |                           |                           |                           |
|  | 5                                          | França                                     | 5                             |                                   |              |                               |                                         |                               |   |   |                                |                                 |                                |  |   |                           |                           |                           |
|  | 5                                          | França                                     | 5                             |                                   | 5            | França                        | 2                                       |                               |   |   |                                |                                 |                                |  |   |                           |                           |                           |
|  | Buenos Aires, Argentina (terra batuda)     |                                            |                               |                                   | 5            | França                        | 2                                       |                               |   |   |                                |                                 |                                |  |   |                           |                           |                           |
|  |                                            | 3                                          | Argentina                     | 3                                 |              |                               |                                         |                               |   |   |                                |                                 |                                |  |   |                           |                           |                           |
|  |                                            | 3                                          | Argentina                     | 3                                 | Alemanya     | 0                             |                                         |                               |   |   |                                |                                 |                                |  |   |                           |                           |                           |
|  |                                            |                                            |                               |                                   | Alemanya     | 0                             | Praga, República Txeca (dura interior)  |                               |   |   |                                |                                 |                                |  |   |                           |                           |                           |
|  | 3                                          | Argentina                                  | 5                             |                                   |              |                               |                                         |                               |   |   |                                |                                 |                                |  |   |                           |                           |                           |
|  | 3                                          | Argentina                                  | 5                             |                                   |              |                               |                                         |                               |   | 3 | Argentina                      | 2                               |                                |  |   |                           |                           |                           |
|  | Astanà, Kazakhstan (terra batuda interior) |                                            |                               |                                   |              |                               |                                         |                               |   | 3 | Argentina                      | 2                               |                                |  |   |                           |                           |                           |
|  |                                            | 2                                          | Txèquia                       | 3                                 |              |                               |                                         |                               |   |   |                                |                                 |                                |  |   |                           |                           |                           |
|  |                                            | 2                                          | Txèquia                       | 3                                 | Àustria      | 1                             |                                         |                               |   |   |                                |                                 |                                |  |   |                           |                           |                           |
|  |                                            | Astanà, Kazakhstan (terra batuda interior) |                               |                                   | Àustria      | 1                             |                                         |                               |   |   |                                |                                 |                                |  |   |                           |                           |                           |
|  | 8                                          | Kazakhstan                                 | 3                             |                                   |              |                               |                                         |                               |   |   |                                |                                 |                                |  |   |                           |                           |                           |
|  | 8                                          | Kazakhstan                                 | 3                             |                                   | 8            | Kazakhstan                    | 1                                       |                               |   |   |                                |                                 |                                |  |   |                           |                           |                           |
|  | Ginebra, Suïssa (dura interior)            |                                            |                               |                                   | 8            | Kazakhstan                    | 1                                       |                               |   |   |                                |                                 |                                |  |   |                           |                           |                           |
|  |                                            | 2                                          | Txèquia                       | 3                                 |              |                               |                                         |                               |   |   |                                |                                 |                                |  |   |                           |                           |                           |
|  |                                            | 2                                          | Txèquia                       | 3                                 | Suïssa       | 2                             |                                         |                               |   |   |                                |                                 |                                |  |   |                           |                           |                           |
|  |                                            |                                            |                               |                                   | Suïssa       | 2                             |                                         |                               |   |   |                                |                                 |                                |  |   |                           |                           |                           |
|  | 2                                          | Txèquia                                    | 3                             |                                   |              |                               |                                         |                               |   |   |                                |                                 |                                |  |   |                           |                           |                           |

#### Final
| · Sèrbia · 2 | Belgrade Arena, Belgrad, Sèrbia 15 - 17 de novembre de 2013 Dura interior | Belgrade Arena, Belgrad, Sèrbia 15 - 17 de novembre de 2013 Dura interior | · República Txeca · 3 |      |      |   |   |  |
| \| \| \| \| 1 \| 2 \| 3 \| 4 \| 5 \| \| \| - \| ------------------------ \| -------------------------------------------------------------- \| --- \| ---- \| ---- \| - \| - \| \| \| 1 \| Sèrbia · República Txeca \| Novak Đoković Radek Štěpánek \| 7 5 \| 6 1 \| 6 4 \| \| \| \| \| 2 \| Sèrbia · República Txeca \| Dusan Lajović Tomáš Berdych \| 3 6 \| 4 6 \| 3 6 \| \| \| \| \| 3 \| Sèrbia · República Txeca \| Ilija Bozoljac / Nenad Zimonjić Tomáš Berdych / Radek Štěpánek \| 2 6 \| 4 6 \| 64 6 \| \| \| \| \| 4 \| Sèrbia · República Txeca \| Novak Đoković Tomáš Berdych \| 6 4 \| 7 6⁵ \| 6 2 \| \| \| \| \| 5 \| Sèrbia · República Txeca \| Dusan Lajović Radek Štěpánek \| 3 6 \| 1 6 \| 1 6 \| \| \| \| |                                                                           |                                                                           |                       |      |      |   |   |  |
| |                                                                           |                                                                           | 1                     | 2    | 3    | 4 | 5 |  |
| 1 | Sèrbia · República Txeca                                                  | Novak Đoković Radek Štěpánek                                              | 7 5                   | 6 1  | 6 4  |   |   |  |
| 2 | Sèrbia · República Txeca                                                  | Dusan Lajović Tomáš Berdych                                               | 3 6                   | 4 6  | 3 6  |   |   |  |
| 3 | Sèrbia · República Txeca                                                  | Ilija Bozoljac / Nenad Zimonjić Tomáš Berdych / Radek Štěpánek            | 2 6                   | 4 6  | 64 6 |   |   |  |
| 4 | Sèrbia · República Txeca                                                  | Novak Đoković Tomáš Berdych                                               | 6 4                   | 7 6⁵ | 6 2  |   |   |  |
| 5 | Sèrbia · República Txeca                                                  | Dusan Lajović Radek Štěpánek                                              | 3 6                   | 1 6  | 1 6  |   |   |  |

| Copa Davis 2013                |
| ------------------------------ |
| República Txeca · Tercer títol |

### Copa Federació

#### Quadre
|  | Primera ronda 9 - 10 de febrer           | Primera ronda 9 - 10 de febrer | Primera ronda 9 - 10 de febrer |                               |         | Semifinals 20 - 21 d'abril | Semifinals 20 - 21 d'abril    | Semifinals 20 - 21 d'abril |   |  | Final 2 - 3 de novembre | Final 2 - 3 de novembre | Final 2 - 3 de novembre |
|  |                                          |                                |                                |                               |         |                            |                               |                            |   |  |                         |                         |                         |
|  | Ostrava, República Txeca (dura interior) |                                |                                |                               |         |                            |                               |                            |   |  |                         |                         |                         |
|  | 1                                        | Txèquia                        | 4                              |                               |         |                            |                               |                            |   |  |                         |                         |                         |
|  | 1                                        | Txèquia                        | 4                              | Palerm, Itàlia (terra batuda) |         |                            |                               |                            |   |  |                         |                         |                         |
|  |                                          | Austràlia                      | 0                              |                               |         |                            |                               |                            |   |  |                         |                         |                         |
|  |                                          | Austràlia                      | 0                              | 1                             | Txèquia | 1                          |                               |                            |   |  |                         |                         |                         |
|  | Rímini, Itàlia (terra batuda interior)   |                                |                                | 1                             | Txèquia | 1                          |                               |                            |   |  |                         |                         |                         |
|  |                                          | 3                              | Itàlia                         | 3                             |         |                            |                               |                            |   |  |                         |                         |                         |
|  | 3                                        | 3                              | Itàlia                         | 3                             | Itàlia  | 3                          |                               |                            |   |  |                         |                         |                         |
|  | 3                                        |                                |                                |                               | Itàlia  | 3                          | Càller, Itàlia (terra batuda) |                            |   |  |                         |                         |                         |
|  |                                          | Estats Units                   | 2                              |                               |         |                            |                               |                            |   |  |                         |                         |                         |
|  |                                          |                                |                                |                               |         |                            | 3                             | Itàlia                     | 4 |  |                         |                         |                         |
|  | Moscou, Rússia (dura interior)           |                                |                                |                               |         |                            | 3                             | Itàlia                     | 4 |  |                         |                         |                         |
|  |                                          | 4                              | Rússia                         | 0                             |         |                            |                               |                            |   |  |                         |                         |                         |
|  |                                          | 4                              | Rússia                         | 0                             | Japó    | 2                          |                               |                            |   |  |                         |                         |                         |
|  |                                          | Moscou, Rússia (dura interior) |                                |                               | Japó    | 2                          |                               |                            |   |  |                         |                         |                         |
|  | 4                                        | Rússia                         | 3                              |                               |         |                            |                               |                            |   |  |                         |                         |                         |
|  | 4                                        | Rússia                         | 3                              |                               | 4       | Rússia                     | 3                             |                            |   |  |                         |                         |                         |
|  | Niš, Sèrbia (dura interior)              |                                |                                |                               | 4       | Rússia                     | 3                             |                            |   |  |                         |                         |                         |
|  |                                          |                                | Eslovàquia                     | 2                             |         |                            |                               |                            |   |  |                         |                         |                         |
|  |                                          | Eslovàquia                     | Eslovàquia                     | 2                             | 3       |                            |                               |                            |   |  |                         |                         |                         |
|  |                                          | Eslovàquia                     |                                |                               | 3       |                            |                               |                            |   |  |                         |                         |                         |
|  | 2                                        | Sèrbia                         | 2                              |                               |         |                            |                               |                            |   |  |                         |                         |                         |

#### Final
| · Itàlia · 4 | Tennis Club Cagliari, Càller, Itàlia 2 - 3 de novembre 2013 Terra batuda | Tennis Club Cagliari, Càller, Itàlia 2 - 3 de novembre 2013 Terra batuda | · Rússia · 0 |     |          |             |
| \| \| \| \| 1 \| 2 \| 3 \| \| \| - \| --------------- \| --------------------------------------------------------------------- \| --- \| --- \| -------- \| ----------- \| \| 1 \| Itàlia · Rússia \| Roberta Vinci Alexandra Panova \| 5 7 \| 7 5 \| 8 6 \| \| \| 2 \| Itàlia · Rússia \| Sara Errani Irina Khromacheva \| 6 1 \| 6 4 \| \| \| \| 3 \| Itàlia · Rússia \| Sara Errani Alissa Kleibànova \| 6 1 \| 6 1 \| \| \| \| 4 \| Itàlia · Rússia \| Roberta Vinci Irina Khromacheva \| \| \| \| no disputat \| \| 5 \| Itàlia · Rússia \| Karin Knapp / Flavia Pennetta Margarita Gasparyan / Irina Khromacheva \| 4 6 \| 6 2 \| [10] [4] \| \| |                                                                          |                                                                          |              |     |          |             |
| |                                                                          |                                                                          | 1            | 2   | 3        |             |
| 1 | Itàlia · Rússia                                                          | Roberta Vinci Alexandra Panova                                           | 5 7          | 7 5 | 8 6      |             |
| 2 | Itàlia · Rússia                                                          | Sara Errani Irina Khromacheva                                            | 6 1          | 6 4 |          |             |
| 3 | Itàlia · Rússia                                                          | Sara Errani Alissa Kleibànova                                            | 6 1          | 6 1 |          |             |
| 4 | Itàlia · Rússia                                                          | Roberta Vinci Irina Khromacheva                                          |              |     |          | no disputat |
| 5 | Itàlia · Rússia                                                          | Karin Knapp / Flavia Pennetta Margarita Gasparyan / Irina Khromacheva    | 4 6          | 6 2 | [10] [4] |             |

| Copa Federació 2013  |
| -------------------- |
| Itàlia · Quart títol |

### Copa Hopman
Grup A
| Pos. | País      | V | D | Partits | Sets   | Jocs     |
| ---- | --------- | - | - | ------- | ------ | -------- |
| 1    | Sèrbia    | 3 | 0 | 7 − 2   | 14 − 5 | 103 − 54 |
| 2    | Austràlia | 2 | 1 | 6 − 3   | 14 − 8 | 104 − 64 |
| 3    | Itàlia    | 1 | 2 | 4 − 5   | 2 − 12 | 84 − 104 |
| 4    | Alemanya  | 0 | 3 | 1 − 8   | 5 − 16 | 49 − 117 |

Grup B
| Pos. | País         | V | D | Partits | Sets    | Partits   |
| ---- | ------------ | - | - | ------- | ------- | --------- |
| 1    | Espanya      | 3 | 0 | 7 − 2   | 14 − 5  | 103 − 54  |
| 2    | Estats Units | 2 | 1 | 4 − 5   | 8 − 13  | 74 − 102  |
| 3    | Sud-àfrica   | 1 | 2 | 4 − 5   | 10 − 11 | 100 − 103 |
| 4    | França       | 0 | 3 | 3 − 6   | 9 − 12  | 88 − 106  |

#### Final
| · Sèrbia · 1 | Perth Arena, Perth 5 de gener de 2013 Dura interior | Perth Arena, Perth 5 de gener de 2013 Dura interior                      | · Espanya · 2 |      |     |  |
| \| \| \| \| 1 \| 2 \| 3 \| \| \| - \| ---------------- \| ------------------------------------------------------------------------ \| --- \| ---- \| --- \| \| \| 1 \| Sèrbia · Espanya \| Ana Ivanović Anabel Medina Garrigues \| 4 6 \| 7 63 \| 2 6 \| \| \| 2 \| Sèrbia · Espanya \| Novak Đoković Fernando Verdasco \| 6 3 \| 7 5 \| \| \| \| 3 \| Sèrbia · Espanya \| Ana Ivanović / Novak Đoković Anabel Medina Garrigues / Fernando Verdasco \| 4 6 \| 5 7 \| \| \| |                                                     |                                                                          |               |      |     |  |
| |                                                     |                                                                          | 1             | 2    | 3   |  |
| 1 | Sèrbia · Espanya                                    | Ana Ivanović Anabel Medina Garrigues                                     | 4 6           | 7 63 | 2 6 |  |
| 2 | Sèrbia · Espanya                                    | Novak Đoković Fernando Verdasco                                          | 6 3           | 7 5  |     |  |
| 3 | Sèrbia · Espanya                                    | Ana Ivanović / Novak Đoković Anabel Medina Garrigues / Fernando Verdasco | 4 6           | 5 7  |     |  |

| Copa Hopman 2013      |
| --------------------- |
| Espanya · Quart títol |

## ATP World Tour

### ATP World Tour Finals
- Classificats individuals:  Rafael Nadal,  Novak Đoković,  David Ferrer,  Juan Martín del Potro,  Tomáš Berdych,  Roger Federer,  Stanislas Wawrinka,  Richard Gasquet
- Classificats dobles:  Bob Bryan /  Mike Bryan,  Alexander Peya /  Bruno Soares,  Leander Paes /  Radek Štěpánek,  Ivan Dodig /  Marcelo Melo,  Marcel Granollers /  Marc López,  David Marrero /  Fernando Verdasco,  Aisam-Ul-Haq Qureshi /  Jean-Julien Rojer,  Mariusz Fyrstenberg /  Marcin Matkowski

| Categoria  | Campions                        | Finalistes           | Resultat            |
| ---------- | ------------------------------- | -------------------- | ------------------- |
| Individual | Novak Đoković                   | Rafael Nadal         | 6−3, 6−4            |
| Dobles     | David Marrero Fernando Verdasco | Bob Bryan Mike Bryan | 7−5, 6−7(3), [10−7] |

### ATP World Tour Masters 1000
| Torneig      | Individual    | Individual            | Individual       | Dobles                                   | Dobles                                 | Dobles                 |
| Torneig      | Campió        | Finalista             | Resultat         | Campions                                 | Finalistes                             | Resultat               |
| ------------ | ------------- | --------------------- | ---------------- | ---------------------------------------- | -------------------------------------- | ---------------------- |
| Indian Wells | Rafael Nadal  | Juan Martín del Potro | 4−6, 6−3, 6−4    | Bob Bryan · Mike Bryan                   | Treat Conrad Huey · Jerzy Janowicz     | 6−3, 3−6, [10−6]       |
| Miami        | Andy Murray   | David Ferrer          | 2−6, 6−4, 7−6(1) | Aisam-ul-Haq Qureshi · Jean-Julien Rojer | Mariusz Fyrstenberg · Marcin Matkowski | 6−4, 6−1               |
| Montecarlo   | Novak Đoković | Rafael Nadal          | 6−2, 7−6(1)      | Julien Benneteau · Nenad Zimonjić        | Bob Bryan · Mike Bryan                 | 4−6, 7−6(4), [14−12]   |
| Madrid       | Rafael Nadal  | Stanislas Wawrinka    | 6−2, 6−4         | Bob Bryan · Mike Bryan                   | Alexander Peya · Bruno Soares          | 6−2, 6−3               |
| Roma         | Rafael Nadal  | Roger Federer         | 6−1, 6−3         | Bob Bryan · Mike Bryan                   | Mahesh Bhupathi · Rohan Bopanna        | 6−2, 6−3               |
| Mont-real    | Rafael Nadal  | Milos Raonic          | 6−2, 6−2         | Alexander Peya Bruno Soares              | Colin Fleming Andy Murray              | 6−4, 7−6(4)            |
| Cincinnati   | Rafael Nadal  | John Isner            | 7−6(8), 7−6(3)   | Bob Bryan Mike Bryan                     | Marcel Granollers Marc López           | 6−4, 4−6, [10−4]       |
| Xangai       | Novak Đoković | Juan Martín del Potro | 6−1, 3−6, 7−6(3) | Ivan Dodig Marcelo Melo                  | David Marrero Fernando Verdasco        | 7−6(2), 6−7(6), [10−2] |
| París        | Novak Đoković | David Ferrer          | 7−5, 7−5         | Bob Bryan Mike Bryan                     | Alexander Peya Bruno Soares            | 6−3, 6−3               |

## Sony Ericsson WTA Tour

### WTA Tour Championships
- Classificades individuals:  Serena Williams,  Viktória Azàrenka,  Agnieszka Radwańska,  Li Na,  Petra Kvitová,  Sara Errani,  Jelena Janković,  Angelique Kerber
- Classificades dobles:  Sara Errani /  Roberta Vinci,  Nàdia Petrova /  Katarina Srebotnik,  Iekaterina Makàrova /  Ielena Vesninà,  Hsieh Su-Wei /  Peng Shuai

| Categoria  | Campiones               | Finalistes                         | Resultat      |
| ---------- | ----------------------- | ---------------------------------- | ------------- |
| Individual | Serena Williams         | Li Na                              | 2−6, 6−3, 6−0 |
| Dobles     | Hsieh Su-Wei Peng Shuai | Iekaterina Makàrova Ielena Vesninà | 6−4, 7−5      |

### WTA Tournament of Champions
- Classificades:  Simona Halep,  Ana Ivanović (Inv.),  Maria Kirilenko,  Samantha Stosur,  Ielena Vesninà,  Anastassia Pavliutxénkova,  Alizé Cornet,  Tsvetana Pironkova (Inv.)

| Categoria  | Campiona     | Finalista       | Resultat      |
| ---------- | ------------ | --------------- | ------------- |
| Individual | Simona Halep | Samantha Stosur | 2−6, 6−2, 6−2 |

### WTA Premier Tournaments
| Torneig      | Individual          | Individual                | Individual       | Dobles                                   | Dobles                                     | Dobles            |
| Torneig      | Campiona            | Finalista                 | Resultat         | Campiones                                | Finalistes                                 | Resultat          |
| ------------ | ------------------- | ------------------------- | ---------------- | ---------------------------------------- | ------------------------------------------ | ----------------- |
| Brisbane     | Serena Williams     | Anastassia Pavliutxénkova | 6−2, 6−1         | Bethanie Mattek-Sands Sania Mirza        | Anna-Lena Grönefeld Květa Peschke          | 4−6, 6−4, [10−7]  |
| Sydney       | Agnieszka Radwańska | Dominika Cibulková        | 6−0, 6−0         | Nàdia Petrova Katarina Srebotnik         | Sara Errani Roberta Vinci                  | 6−3, 6−4          |
| París        | Mona Barthel        | Sara Errani               | 7−5, 7−6(4)      | Sara Errani Roberta Vinci                | Andrea Hlaváčková Liezel Huber             | 6−1, 6−1          |
| Doha         | Viktória Azàrenka   | Serena Williams           | 7−6(6), 2−6, 6−3 | Sara Errani Roberta Vinci                | Nàdia Petrova Katarina Srebotnik           | 2−6, 6−3, [10−6]  |
| Dubai        | Petra Kvitová       | Sara Errani               | 6−2, 1−6, 6−1    | Bethanie Mattek-Sands Sania Mirza        | Nàdia Petrova Katarina Srebotnik           | 6−4, 2−6, [10−7]  |
| Indian Wells | Maria Xaràpova      | Caroline Wozniacki        | 6−2, 6−2         | Iekaterina Makàrova Ielena Vesninà       | Nàdia Petrova Katarina Srebotnik           | 6−0, 5−7, [10−6]  |
| Miami        | Serena Williams     | Maria Xaràpova            | 4−6, 6−3, 6−0    | Nàdia Petrova Katarina Srebotnik         | Lisa Raymond Laura Robson                  | 6−1, 7−6(2)       |
| Charleston   | Serena Williams     | Jelena Janković           | 3−6, 6−0, 6−2    | Kristina Mladenovic Lucie Šafářová       | Andrea Hlaváčková Liezel Huber             | 6−3, 7−6(6)       |
| Stuttgart    | Maria Xaràpova      | Li Na                     | 6−4, 6−3         | Mona Barthel Sabine Lisicki              | Bethanie Mattek-Sands Sania Mirza          | 6−4, 7−5          |
| Madrid       | Serena Williams     | Maria Xaràpova            | 6−1, 6−4         | Anastassia Pavliutxénkova Lucie Šafářová | Cara Black Marina Erakovic                 | 6−2, 6−4          |
| Roma         | Serena Williams     | Viktória Azàrenka         | 6−1, 6−3         | Hsieh Su-wei Peng Shuai                  | Sara Errani Roberta Vinci                  | 4−6, 6−3, [10−8]  |
| Brussel·les  | Kaia Kanepi         | Peng Shuai                | 6−2, 7−5         | Anna-Lena Grönefeld Květa Peschke        | Gabriela Dabrowski Shahar Pe'er            | 6−0, 6−3          |
| Eastbourne   | Ielena Vesninà      | Jamie Hampton             | 6−2, 6−1         | Nàdia Petrova Katarina Srebotnik         | Monica Niculescu Klára Zakopalová          | 6−3, 6−3          |
| Stanford     | Dominika Cibulková  | Agnieszka Radwańska       | 3−6, 6−4, 6−4    | Raquel Kops-Jones Abigail Spears         | Raquel Kops-Jones Abigail Spears           | 6−2, 7−6(4)       |
| Carlsbad     | Samantha Stosur     | Viktória Azàrenka         | 6−2, 6−3         | Raquel Kops-Jones Abigail Spears         | Chan Hao-ching Janette Husárová            | 6−4, 6−1          |
| Toronto      | Serena Williams     | Sorana Cîrstea            | 6−2, 6−0         | Jelena Janković Katarina Srebotnik       | Anna-Lena Grönefeld Květa Peschke          | 5−7, 6−2, [10−6]  |
| Cincinnati   | Viktória Azàrenka   | Serena Williams           | 2−6, 6−2, 7−6(6) | Peng Shuai Hsieh Su-wei                  | Anna-Lena Grönefeld Květa Peschke          | 2−6, 6−3, [12−10] |
| New Haven    | Simona Halep        | Petra Kvitová             | 6−2, 6−2         | Sania Mirza Zheng Jie                    | Anabel Medina Garrigues Katarina Srebotnik | 6−3, 6−4          |
| Tòquio       | Petra Kvitová       | Angelique Kerber          | 6−2, 0−6, 6−3    | Cara Black Sania Mirza                   | Chan Hao-ching Liezel Huber                | 4−6, 6−0, [11−9]  |
| Pequín       | Serena Williams     | Jelena Janković           | 6−2, 6−2         | Cara Black Sania Mirza                   | Vera Duixévina Arantxa Parra Santonja      | 6−2, 6−2          |
| Moscou       | Simona Halep        | Samantha Stosur           | 7−6(1), 6−2      | Svetlana Kuznetsova Samantha Stosur      | Al·la Kudriàvtseva Anastassia Rodiónova    | 6−1, 1−6, [10−8]  |